# 福海站
47°07′16″N 87°27′33″E / 47.12106°N 87.45929°E
福海站，位于中华人民共和国新疆维吾尔自治区伊犁哈萨克自治州阿勒泰地区福海县，是奎北铁路上的火车站，于2009年12月29日启用营运，由中国铁路乌鲁木齐局集团管辖。

## 歷史
- 2009年12月29日通车启用。

## 車站周邊
- 福海县水产管理局
- 福海县住房和城乡建设局
- 帝苑大酒店
- 福海县种子管理站
- 福海县政府
- 福海镇政府
- 中国农业银行福海县支行
- 福海县人民医院
- 福海长景酒店
- 新疆福海县第一小学
- 福海县统计局
- 福海县工商局
- 海乐福酒店
- 福海县司法局福海镇司法所
- 福海县人民检察院

## 外部連結
- 中国铁路客户服务中心 （页面存档备份，存于）